# Lindeskolan
Lindeskolan är en gymnasieskola belägen i Lindesberg, Örebro län och har Lindesbergs kommun som huvudman. Skolan, som invigdes 1966, var avsedd som gymnasieskola också för Ljusnarsbergs och Nora kommuner och styrdes ursprungligen av en gemensam gymnasienämnd. Från att under 1970- och 1980-talen ha haft cirka 1500 elever har skolan numera mellan 800 och 1 000 elever. Lindeskolan har även ett Idrottscollege som erbjuder idrotter som judo, fotboll, handboll, rytmisk gymnastik, ishockey och volleyboll. Dessa kan utövas i kombination med annan utbildning. På samhällsvetenskapsprogrammet finns möjlighet att välja inriktning i årskurs 2 och 3, inriktningarna är media och samhällsvetenskap. 
På Lindeskolan finns också Kulturskolans verksamhet i egna lokaler. Varje år sätter Estetiska programmet upp en större föreställning, oftast i musikalform.
På skolans område finns Lindesberg arena där samtliga idrotter utövas. LIF Lindesberg har arenan som sin hemmaarena.

## Program[3]
- Bygg- och administrationsprogrammet
- Barn- och fritidsprogrammet
- Elprogrammet
- Ekonomiprogrammet
- Estetiska programmet
- Fordonsprogrammet
- Gymnasiesärskolan
- Handelsprogrammet
- Humanistiska programmet
- Individuella programmet
- Industritekniska programmet
- Naturvetenskapsprogrammet
- Hotell- och restaurangprogrammet
- Samhällsvetenskapsprogrammet
- Teknikprogrammet
- Vård- och omsorgsprogrammet